# Geopolimer
Geopolimer – termin obejmujący klasę nowoczesnych, badanych od lat 50. XX wieku nieorganicznych, amorficznych, syntetycznych polimerów – glinokrzemianów o specyficznym składzie i właściwościach. Badania nad geopolimerami prowadzone są głównie w celu zastąpienia nimi cementu portlandzkiego, a w konsekwencji użycia ich na szeroką skalę w budownictwie. Dotychczas nie udało się osiągnąć tego celu, głównie ze względu na relatywnie wysokie koszty niektórych ich składników, jednak materiały tego typu znajdują zastosowanie w specyficznych dziedzinach, gdzie znaczenie mają ich unikalne właściwości, jak np. bardzo wysoka ogniotrwałość.

## Struktura fizykochemiczna
Geopolimery składają się z długich łańcuchów – kopolimerów tlenków krzemu i glinu i stabilizujących je kationów metali, najczęściej sodu, potasu, litu lub wapnia, oraz związanej wody. Oprócz dobrze zdefiniowanych łańcuchów polimerycznych, w materiale występują z reguły różne przemieszane fazy: tlenek krzemu, nieprzereagowany substrat glinokrzemianowy oraz niekiedy wykrystalizowane glinokrzemiany typu zeolitu.
Charakterystyczna część geopolimeru – łańcuch polimerowy, składa się z czworościennych struktur SiO4 i AlO4- połączonych między sobą przez wspólne atomy tlenu w dwu- lub trójwymiarową, skomplikowaną sieć. Ujemny ładunek fragmentów zawierających glin jest równoważony przez kationy metali. Empiryczny wzór liniowej cząsteczki (pojedynczego łańcucha) geopolimeru to Mn[(SiO2)zAlO2]n·kH2O, gdzie M to metal lub kilka metali, zaś liczby n, z i k zależą od składu i sposobu przygotowania konkretnej próbki.
Przyjmuje się, że geopolimery są amorficznymi ciałami stałymi, jednak jest to kwestia dyskusyjna. Głównie dlatego, że podczas analizy (np. NMR) geopolimery wykazują obecność struktur typu Q3 i Q4, a więc występują w nich tetraedry krzemo-tlenowe trzecio- i czwartorzędowe. Wskazuje to na występowanie rozbudowanych struktur przestrzennych (jak w zeolitach), jednak dokładna struktura geopolimerów nie została określona.
Główną trudnością jest synteza geopolimerów, ponieważ nie wiadomo, czy powstały materiał jest geopolimerem, czy też kompozytem złożonym z faz amorficznych (C-S-H lub C-A-S-H) i krystalicznych (zeolity, hydrogranaty itp.).
Podobnie sytuacja wygląda z porowatością (mezoporowatość), nie wiadomo jaka jest, bo nie wiadomo jakiego materiału porowatość jest badana. Istnieją materiały zawierające geopolimery, które są bardzo zwarte (o niskiej porowatości), jak i takie, których porowatość jest znaczna.
Struktura fizykochemiczna geopolimerów jest bardzo zróżnicowana w zależności od proporcji pierwiastków, pochodzenia materiałów surowcowych (szczególnie pucolany) oraz warunków syntezy. Badania tego tematu są jak na razie w początkowej fazie.

## Rodzaje geopolimerów
Geopolimery dzielone są na trzy główne klasy:
- PS – polisialan (polysialate); podstawową jednostką łańcuchów polimerycznych jest Si-O-Al-O
- PSS – poli(silokso-sialan) (poly(sialate-siloxo)); podstawową jednostką łańcuchów polimerycznych jest Si-O-Al-O-Si-O
- PSDS – poli(disilokso-sialan) (poly(sialate-disiloxo)); podstawową jednostką łańcuchów polimerycznych jest Si-O-Al-O-Si-O-Si-O

Innym kryterium klasyfikacji geopolimerów jest pochodzenie pucolanowego materiału glinokrzemianowego. Pod tym względem wyróżnia się zasadniczo dwie klasy:
- geopolimery powstałe na bazie metakaolinu
- geopolimery powstałe na bazie popiołu lotnego

## Własności fizyczne
Geopolimery są najczęściej twardymi, odpornymi mechanicznie ciałami stałymi przypominającymi naturalny kamień lub beton.
Wszystkie odmiany geopolimerów charakteryzują się bardzo wysoką ogniotrwałością.

## Synteza
Większość metod syntezy geopolimerów sprowadza się do jednego procesu: rozdrobniony, wysuszony materiał pucolanowy (metakaolin lub popiół lotny) mieszany jest z wodnym roztworem odpowiedniego krzemianu (np. krzemianu sodu lub potasu) z dodatkiem silnej zasady – z reguły stężonego wodorotlenku sodu lub potasu. Powstająca pasta zachowuje się podobnie jak cement – zastyga do twardej masy w ciągu kilku godzin.
Alternatywną metodą przygotowania geopolimerów jest wypalanie materiału pucolanowego z wodorotlenkiem metalu do uzyskania jednorodnego proszku, który bardzo dobrze wiąże wodę – podobnie, jak cement portlandzki. Metoda ta jest jednakże problematyczna ze względu na dużo gorsze własności mechaniczne powstałego materiału.
Jeszcze inna, niedawno zaproponowana metoda jest podobna do tradycyjnej syntezy z zastosowaniem metakaolinu, roztworu krzemianu i wodorotlenku, dodatkowo używana jest jednak krzemionka koloidalna. Pozwala to na zredukowanie zużycia pucolany oraz zwiększenie zawartości krzemu w geopolimerze poza maksymalną wartość osiągalną w tradycyjnych metodach preparatywnych.
Do półpłynnych mas powstających po wymieszaniu składników geopolimeru można dodawać różnego rodzaju agregaty i domieszki zmieniające własności fizykochemiczne (jak np. superplastyfikatory), uzyskując w ten sposób całą gamę materiałów kompozytowych – betonów, zapraw murarskich itp.

## Ekonomia i ekologia
Według różnych szacunków, synteza geopolimerów pochłania 2-3 razy mniej energii, niż cementu portlandzkiego oraz powoduje wydzielenie 4-8 razy mniejszej ilości dwutlenku węgla, podejrzewanego o negatywny wpływ na środowisko (efekt cieplarniany). Biorąc pod uwagę fakt, że przemysł cementowy odpowiedzialny jest obecnie za ok. 10% antropogenicznej emisji CO2, zwolennicy zastosowania cementów geopolimerowych widzą w nich sposób na istotne zmniejszenie obciążenia środowiska.
Na drodze masowego zastosowania tych nowoczesnych materiałów stoi głównie koszt wodorotlenku sodu, którego w syntezie geopolimerów zużywana jest relatywnie duża ilość (zarówno w postaci czystej, jak i krzemianu sodu), co powoduje, że mimo znacznie mniej energochłonnego i prostszego procesu produkcji, cement geopolimerowy jak dotychczas nie jest konkurencją dla cementu portlandzkiego.

## Zastosowania
Głównym proponowanym zastosowaniem dla geopolimerów jest przygotowywanie różnego rodzaju materiałów budowlanych, przede wszystkim betonu oraz produktów z betonu i jego pochodnych. W warunkach laboratoryjnych betony takie charakteryzują się szeregiem pozytywnych własności:
- wysoką wytrzymałością – odporność na ściskanie jest nieco lepsza od najlepszych betonów na bazie cementu portlandzkiego; odporność na zginanie dla niektórych betonów geopolimerowych wielokrotnie lepsza (jest to słaby punkt tradycyjnych betonów)
- doskonałą odpornością chemiczną (np. na kwasy, siarczany czy chlorki)
- doskonałą wodoodpornością (znacznie przewyższającą tradycyjny beton)
- wysoką ogniotrwałością, nawet do temperatur rzędu 600 °C
- w zależności od składu szybkim lub bardzo szybkim wiązaniem, nawet w czasie poniżej godziny
- brakiem odkształceń podczas wiązania (w przeciwieństwie do tradycyjnego betonu) i znacznie ograniczonymi odkształceniami na skutek zmian wilgotności i temperatury

W praktyce zastosowanie betonów geopolimerowych jest bardzo ograniczone ze względu na ich wyższą cenę (na którą decydujący wpływ ma zastosowanie relatywnie dużych ilości wodorotlenku sodu oraz wodnych roztworów krzemianów), niż betonów tradycyjnych, co w większości sytuacji nie jest rekompensowane ich lepszymi własnościami. Stosowane są one jednakże w niektórych, specyficznych przypadkach, gdzie wymagana jest wysoka ogniotrwałość (np. izolacje ogniowe w lotnictwie) lub bardzo szybkie osiągnięcie wysokiej twardości (np. przy awaryjnych naprawach pasów startowych).
Geopolimery są też stosowane jako materiał nośny do utylizacji toksycznych odpadów, szczególnie substancji radioaktywnych.